# 단청

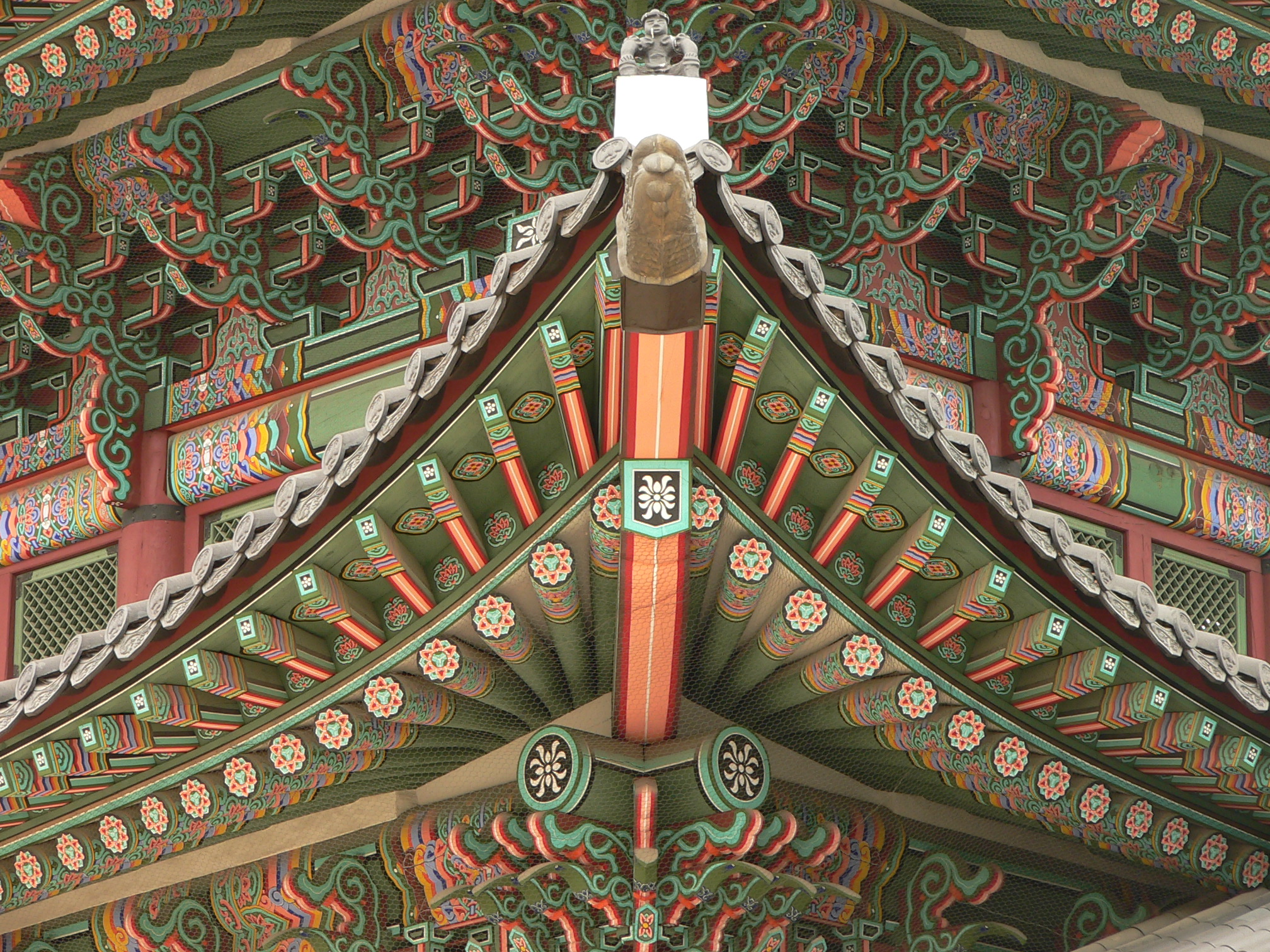
경복궁 흥례문 처마의 단청

단청(丹靑)은 목조건물에 여러 가지 빛깔로 무늬를 그려서 장식한 것으로, 단벽(丹碧)이라고도 일컫는다. 기능적으로 비바람에 나무가 썩지 않도록 해주는 역할을 한다. 단청은 오행설에 근거하여 청/적/황/백/흑을 기본으로 하여 일정한 규칙에 따라 문양을 그려 넣는다. 보통 사찰에는 금단청, 궁궐에는 모로단청, 서원에는 긋기단청을 사용하였다.

## 단청의 기원

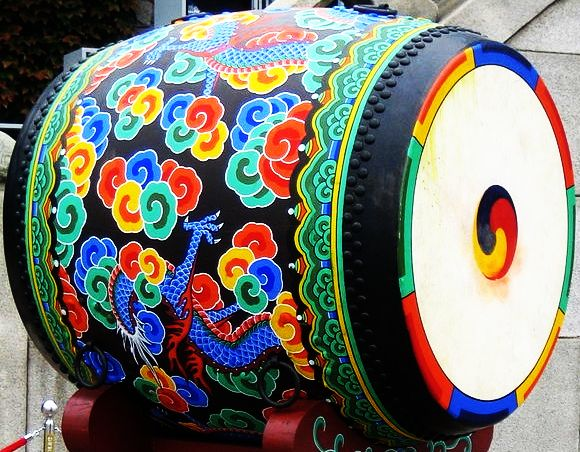

한국에 언제 단청이 건축의 체계로 이용되었는지는 아직 정확히 모른다. 고구려 고분벽화에 표현된 구조가 채색되었고 건물에도 시채(施彩)되어 있는 것으로 미루어 삼국 시대에 이미 단청방식이 채택되어 있었음을 알 수 있다. 고분의 벽화가 지상건물의 벽화와 동궤(同軌)라면 지금 고분벽화로 남아 있는 것 중 가장 오래된 화적(畵跡)보다 지상의 단청은 훨씬 이전에 채택되어 있었을 것이다. 이를 미루어 본다면 A.D. 2세기에는 단청이 이미 고구려 건물에 나타나 있었을 것이다. 솔거(率居)가 그렸다는 황룡사(皇龍寺)의 노송(老松)벽화가 있었으므로 고신라에도 단청이 보급되어 있었음을 알 수 있다. 이는 사지발굴(寺址發掘) 중 백제시대의 건물벽에 있던 벽화 파편이 적게나마 출토되고 있어 알 수 있는 것이다.

## 단청의 발달과 화적(畵籍)

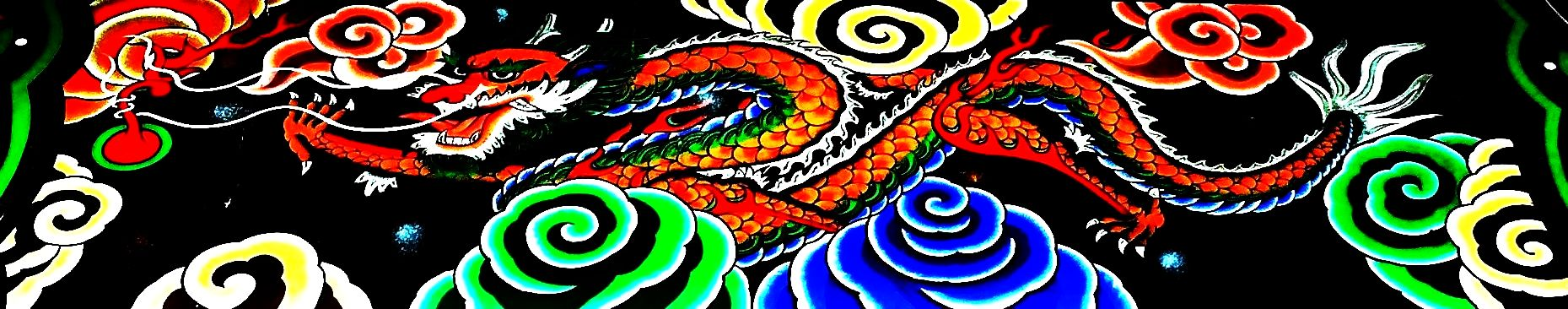

삼국시대 초기에 단청이 목조건물에 채택된 후, 불교사원의 조영이 활발해짐에 따라 상당한 발전을 보았다고 여겨진다. 이러한 발전은 사원의 건물이 다양해지면서 급속도로 단청의 질을 향상시켜서 통일신라기에는 절정을 이루었을 것으로 생각된다. 모든 불교미술이 그렇듯이 신라 말기에 이르러 다소 침체되나 고려에서 다시 꽃을 피워 오늘날도 부석사 조사당 벽화나 수덕사 대웅전의 벽화 같은 대단한 작품을 남기고 있다. 조선시대의 화원(畵員)들도 이러한 전대의 솜씨를 계승하여 무위사 극락전의 벽화를 비롯하여 개심사 대웅전 벽화 등을 남겼고, 임진왜란이란 커다란 비극으로 모든 문물이 변용하기 시작하였는데도 단청만은 꾸준히 환성사 대웅전, 송광사 국사전, 불영사 응진전과 같은 뛰어난 작품들을 남겼고 그 후에도 법주사 팔상전 사천주에 비룡의 역작을 남겼고 선산 도리사 극락전 등에도 유수한 화적(畵籍)을 남겼다. 단청의 화법은 양대맥으로 발전한 듯하다. 어떠한 계보에 의한 것인지는 아직 분명하지 않지만 이들 화적을 조사하여 보면 기호지방에서 호남지방으로 연결되는 화파와 영남 영동지방을 하나로 하는 또하나의 화파가 있었던 듯하다.

## 단청의 목적
1. 화엄(華嚴)과 설명(說明)
단청하는 근본 원인은 여기에 있다. 옛날 여염질에서는 색을 칠하지 못하게 하였다. 그 이유는 색을 칠하는 건물이 돋보이게 하기 위함이었다. 거대한 규모에 장엄한 장식을 베풀면 자연히 사람은 위축감을 느끼게 된다. 그것을 노리고 권위(權威) 건축에 단청을 화려하게 하였다. 법전(法殿)이나 법당(法堂)에 권위를 상징하거나 교리를 이해시키기 위한 벽화가 그려지기도 한다. 권위와 교리를 그것으로 설명하기 위함이다. 그래서 문맹자라도 이해되는 그림이 필요하였다.
2. 내구성 증진
안료와 접착제 도유(塗油)로 나무 표면에 막을 만들어 습기가 생기지 않도록 해주고 썩지 않도록하여 내구성을 높인다.
3. 목재 조악면(木材粗惡面)
한국에서 건축재로 흔히 쓰이는 송재(松材)는 트집이 센 나무이다. 수상목(水上木)이라도 건조될 때 균열이 간다. 그러한 면(面)을 감추기 위하여 단청은 필요하며 햇빛 바람 습기에 썩는것을 방지하기 위해서 40년마다 한다.
4. 가구교정(架構校正)
유능치 못한 건축가가 자칫 실수하면 트집이 강한 소나무는 뒤틀려, 올라가게 만든 부분이 척 내려오는 수도 있다. 이러한 결함을 반듯하게 보이기 위하여 단청으로 교정하였다.

## 명칭
단청(丹靑), 단확, 단록(丹綠), 진채(眞彩), 당채(唐彩), 삼채(三彩), 오채(五彩) 등으로 불린다.

## 안료
안료(顔料)는 석자황(石紫黃), 주홍(朱紅), 삼청(三靑), 삼록(三碌), 하엽(荷葉), 청화(靑華), 동황(同黃), 진분(眞粉), 반주홍(磻朱紅), 연지, 황단(黃丹), 뇌록(磊碌), 정분(丁粉), 주토(朱土), 진말(眞末), 송인(松烟), 양록(陽碌), 군청(群靑) 등이 있다.

## 단청의 색조
단청의 색조는 민족적 생활감정과 기호에 많은 영향을 받아왔다. 따라서 단청장식의 색조는 시대성을 반영하고, 표현수단 및 방법에 있어서 특수성·독자성을 가지고 있었다. 통일신라시대 이전의 지상건물의 단청색조는 유구(遺構)가 전하여지지 않으므로 확실히 밝히기는 어렵다. 물론, 지상건물과는 똑같다고 할 수 없으나 고구려고분의 벽화에 나타난 다양한 색채는 당시 선조들의 색채에 대한 감각이 세밀하고 예민함을 말하여준다.

## 단청의 사상
건조물에 조영사상이 있듯이 단청도 사상에 바탕을 두고 생성 발전하였다. 단청의 사상은 조영사상과 한 가지로 음양(陰陽)과 오행설(五行說)에 기조(基調)를 두고 있다. 오행의 목(木)·화(火)·토(土)·금(金)·수(水)는 각기 전속된 상징을 갖고 있다.
- 목(木): 춘(春) ― 동방(東方) ― 청색(靑色)
- 화(火): 하(夏) ― 남방(南方) ― 적색(赤色)
- 토(土): 토용(土用) ― 중앙(中央) ― 황색(黃色)
- 금(金): 추(秋) ― 서방(西方) ― 백색(白色)
- 수(水): 동(冬) ― 북방(北方) ― 흑색(黑色)

여기의 청, 적, 황, 백, 흑은 단청의 5채(五彩)로 기본색이 된다. 이 기본색이 음양에 맞추어 조색(調色)되면 중간색이 나오고 5색과 중간색을 음양에 따라 배색하면 단청의 색감이 된다고 생각하였다. 이 색감에는 우주 삼라만상의 이치가 표현되어 있다고 생각하였다.

## 단청의 시공
1. 가칠(假漆); 바탕색을 바른다. 바탕색에는 네 가지가 있다.
① 금박(金箔) 바탕, ② 목부(木部) 바탕, ③ 연왕 바탕, ④ 사벽(沙壁) 바탕.
2. 안료를 조색(調色)한다.
① 백토(白土)[3]에 잘 끓인 아교(부레풀) 물을 붓고 골고루 개어서 쓴다. 백토는 물에 앙금을 가라앉혀 수비(水飛)한 아주 잔 정물(淨物)만을 사용한다. 이것이 모든 조색의 기본이 된다.
② 연분(鉛粉)은 아주 잘게 하고 정농수(精濃水)에 타서 화성제(和成劑)를 만든다. 이것을 뜨거운 물에 부어 녹이고 나서 더운 물을 부면서 잘 익혀, 갈아서 묽거나 진하지 않게 한다.
3. 가칠법(假漆法) 이상의 조색과 안료로 무늬 놓을 바탕색을 칠한다.
① 청·녹색 바탕, ② 홍색(紅色) 바탕, ③ 백색(白色) 바탕[4]
4. 초상(草像)－바탕색이 칠하여졌으면 결정된 무늬를 초칠하여 채색할 도안을 표현한다(초칠).
5. 기화(起畵)－초상(草像)에 따라 채색한다. 채색은 자필로 진한 색은 안쪽에, 엷은 색은 밖으로 가도록 하고 바자휘에 고분(高粉)[5] 하고 휘의 윤곽에 묵선(墨線)으로 골채[6] 한 후 백분(白粉)으로 물걷기[7] 한다.
6. 도유(塗油)－동유(桐油)나 진유(眞油) 또는 법유(法油)로 채색된 부분을 바른다. 동유(桐油)는 방수성분(防水性分)이 강하고 진유(眞油)는 방충(防忠)에 효과가 있다.

## 단청 무늬의 양식
1. 긋기단청
2. 모루 단청
3. 금(錦) 단청
4. 모루긋기 단청
5. 금모루 단청
6. 갖는 금(錦) 단청.
  - 화문(華文,花文)－해석류화(海石榴花), 보상화(寶相華), 연화(蓮花), 당초(唐草), 모란(牡丹), 보상당초(寶相唐草), 삽엽문(三葉文),
  - 쇄문(刷文)－쇄자(▩子), 단문(簞文), 귀갑문(龜甲文), 검환(劍環), 곡수(曲水), 첩환(疊環),
  - 비선문(飛仙文)－비천문(飛天文), 빈가(嬪迦)
  - 비금문(飛禽文)－봉황(鳳凰), 학(鶴), 앵무(鸚鵡), 원앙(鴛鴦), 천계(天鷄), 공작(孔雀), 주작(朱雀),
  - 주수문(走獸文)－용(龍), 거북(龜), 호랑이(虎), 사자(獅子), 기린(麒麟), 천마(天馬), 천록(天祿), 장록(獐鹿), 백상(白象),
  - 운문(雲文)－뇌운문(雷雲文), 점운(點雲), 유운(流雲), 기운(起雲), 십자운(十字雲), 풍운(風雲), 선운(線雲),
  - 금문(錦文)－박쥐, 연주(連珠), 고리. 귀갑문(龜甲文), 능라, 솟을줏대 금문(錦文), 십자금문(十字錦文).
  - 첩운문(疊暈文)－바자휘, 인휘, 늘휘, 금휘, 직휘.

## 단청의 시문(施紋)
연화(連華)와 석류(石榴)를 중심 무늬로 하고 그 주위에 첩운문(疊暈文)을 그려 윤곽을 형성한다. 중심 무늬와 휘가 하나로 그려지기도 하고 그것이 둘 혹은 셋 반복되어서 그려지기도 한다. 이를 총칭하여 머리초라고 부른다. 한 머리초에 중심권 무늬가 둘 반복된 것은 장구머리초라고 하고 장구머리초 좌우로 또 반복하면 이것을 겹장구머리초라고 한다. 또 머리초에 그려지는 중심무늬에 형태에 따라 방석머리초, 병머리초, 녹화머리초, 온녹화머리초, 겹녹화머리초, 반바탕머리초, 온바탕머리초, 반머리초라고 나누어 부른다. 머리초 끝에 여러 빛깔의 색선(色線)이 얼기설기 짜여진다. 이런 색색의 띠를 휘(暉)라 부른다.
휘에는 여러 가지 종류가 있다. 휘는 대부분 초빛과 이빛 즉 엷은 색과 진한 색이 나란히 칠하여져 있는데 이것을 바름질이라 한다. 휘가 한 가닥의 색이면 단휘, 두 가지 색이면 2휘, 세 가지면 3휘, 넷·다섯·여섯해서 여섯이면 6휘가 된다. 휘 끝에 삼엽문(三葉文)을 두기도 한다. 이것을 쇠첩이라 해서 머리초의 끝막음을 의미한다. 쇠첩 안통에는 먹당기 들여서 끝을 맺는다. 때에 따라서 색항아리를 두기도 하는데 이 방식은 연대가 뒤지는 시대에 주로 유행하였다. 머리초는 주로 기둥으로부터 그려지기 시작한다. 기둥과 머리초와의 간격에 직선으로 그린 휘가 있다. 이것을 직휘라고 한다. 기둥에는 창방, 평방, 장여, 도리와 대들보가 결구(結構)된다. 따라서 머리초도 각 부재(部材)에 따라 제각기 그려지기 시작한다. 기둥과 기둥 사이의 각 부재(部材)의 몸체는 머리초가 짧기 때문에 공지(空地)로 남는다. 긋기모루일 때는 여기에 긋기를 하고 금모루단청일 때는 금무늬를 베푼다. 금무늬 대신에 별화(別畵)를 그리는 수도 있다. 기둥머리에서 아래로 향한 단청무늬가 놓이기도 한다. 이것을 주의(柱衣)라고 부르는데 주의에는 중심 무늬로 화불(化佛)을 놓기도 한다. 기둥과 떨어진 곳에 있는 목부(木部)의 무늬는 따로따로의 개별적인 무늬로 장식된다.

## 궁궐의 단청
경복궁 근정전의 단청은 경복궁 내에서 가장 크다. (창덕궁 인정전,창경궁 명정전,(경희궁,덕수궁 제외))

## 논란
2013년 숭례문 복원이 완료되었는데,숭례문의 단청이 벗겨지는 사건으로 인해 논란이 있었다

## 같이 보기
- 한옥

## 참고 문헌
- 이 문서에는 다음커뮤니케이션(현 카카오)에서 GFDL 또는 CC-SA 라이선스로 배포한 글로벌 세계대백과사전의 신영훈(申榮勳)씨가 쓴  "단청" 항목을 기초로 작성된 글이 포함되어 있습니다.